# Glaucostola flavida
Glaucostola flavida là một loài bướm đêm thuộc phân họ Arctiinae, họ Erebidae.